# Erich Knauf
Erich Knauf (Meerane, 21 febbraio 1895 – Brandeburgo sull'Havel, 2 maggio 1944) è stato un giornalista e scrittore tedesco. Fu ucciso per le sue accuse al regime nazista.
Il padre era sarto e la madre era segretaria del Partito Socialdemocratico di Germania.
Era amico di Erich Kästner e Erich Ohser ed era un membro del Partito Socialdemocratico Indipendente tedesco. Fu redattore del giornale "Plauener Volkszeitung" e, dal 1928, editore nel Büchergilde Gutenberg.
Nel 1934 passò diversi mesi nel campo di concentramento di Oranienburg e in quello di Lichtenburg per alcune controversie dovute alle sue critiche al regime nazista apparse su un giornale di Berlino.
Durante un'incursione aerea nel 1943 la sua casa a Wilmersdorf fu distrutta e fu costretto a fuggire insieme all'amico Eric Ohser. Mentre passavano la notte in un rifugio antiaereo, essi erano soliti fare scherzi a carattere politico. Sentiti da un vicino (o, forse, da un amico comune ai due), furono denunciati alle autorità e successivamente arrestati il 28 marzo 1944. Il 6 aprile furono condannati a morte dal giudice Roland Freisler per le affermazioni fatte e il 2 maggio fu decapitato. L'amico Ohser sfuggì a questo destino suicidandosi. Successivamente furono mandate alla moglie le spese per l'esecuzione.